# Dinamo Riga
Dinamo Riga (lettisch Rīgas „Dinamo“) ist ein lettischer Eishockeyclub aus Riga, Lettland. Er wurde am 7. April 2008 gegründet, um in der neuen Kontinentalen Hockey-Liga zu spielen. Der Klub ist in Besitz mehrerer Gesellschaften und Einzelpersonen, zu denen Itera Latvija (Lettischer Gaskonzern, der zu Gazprom gehört), Guntis Ulmanis (der fünfte Präsident von Lettland), Aigars Kalvītis (ehemaliger Premierminister von Lettland) und Aldis Pauniņš gehören. Seit der Saison 2022/23 gehört der Club der Optibet hokeja līga an, nachdem er sich im Februar 2022 aus der KHL zurückgezogen hatte.

## Geschichte

Logo des Klubs bis 2020

Ende Mai 2008 wurde der ehemalige Trainer des HK Riga 2000, der Slowake Július Šupler, als neuer Cheftrainer vorgestellt. Sein Landsmann Miroslav Miklošovič wurde als Assistenztrainer vom slowakischen Erstligisten HC Slovan Bratislava verpflichtet. Kurze Zeit später erklärte einer der Miteigentümer, Viesturs Koziols, dass Dinamo Riga keine russischen Spieler verpflichten und neben lettischen Nationalspielern nur andere europäische Spitzenspieler unter Vertrag nehmen würde.

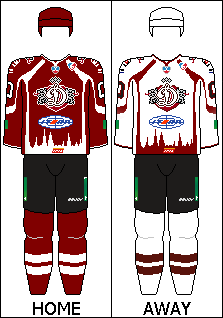
Spielerausrüstung der Saison 2011/12

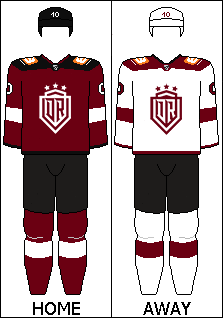
Spielerausrüstung der Saison 2020/21

Im Juni und Juli 2008 wurden dann Marcel Hossa von den Phoenix Coyotes, Matt Ellison und Filip Novák verpflichtet, um den Kader zu verstärken. Hinzu kamen später noch Duvie Westcott und Ronald Petrovický sowie Artūrs Irbe, der als Torhütertrainer verpflichtet wurde. Der HK Riga 2000 aus der Lettischen Eishockeyliga fungierte in der Spielzeit 2008/09 als Farmteam des Klubs.
Nach einem Raubüberfall auf Torhüter Edgars Masaļskis im September 2008, bei dem Masaļskis verletzt wurde, verpflichtete das Management des Klubs den schwedischen Torhüter Daniel Sperrle für zwei Monate mit Option auf Vertragsverlängerung für die gesamte Saison. Der Vertrag mit Sperrle wurde jedoch Ende Oktober 2008 aufgelöst. Stattdessen gelang die Verpflichtung des Tschechen Martin Prusek, der fortan Stammtorhüter der Mannschaft war. Am Ende der Saison belegte diese den zehnten Platz in der KHL und erreichte das Playoff-Achtelfinale, wo sie gegen den HK Dynamo Moskau alle drei Spiele verlor und damit ausschied.
Im Sommer 2009 verließen Mark Hartigan, Matt Ellison, Filip Novák und Duvie Westcott den Club. Als Ersatz wurden Martin Kariya, Mike Iggulden und Lee Sweatt verpflichtet. Die größte Sensation war jedoch die Vertragsunterschrift von NHL-Veteran Sandis Ozoliņš, der nach einjähriger Inaktivität auf Eis zurückkehrte und zudem das Kapitänsamt übernahm. Aufgrund finanzieller Probleme löste sich der HK Riga 2000 auf, so dass Dinamo mit den Dinamo-Juniors Riga ein eigenes Farmteam gründete, das an der belarussischen Extraliga teilnahm. Nach einem Jahr wurde dieses Nachwuchsteam in den HK Riga überführt, der seit 2010 an der Molodjoschnaja Chokkeinaja Liga (MHL) teilnimmt.
Für die Saison 2011/12 wurde der Finne Pekka Rautakallio  als Cheftrainer verpflichtet und bis auf Torhüter Chris Holt alle ausländischen Spieler durch Neuverpflichtungen ersetzt. Als 2013 die Playoffs verpasst wurden, gewann man den erstmals ausgetragenen Nadeschda-Pokal.
Als Vertreter der KHL nahm Dinamo Riga am Spengler Cup 2011 teil und unterlag erst im Final dem HC Davos.
Nach der Saison 2019/20 wurde der Trainerstab aufgrund ausbleibenden Erfolgs und ein großer Teil des Kaders ausgetauscht, mit Pēteris Skudra wurde ein neuer Cheftrainer verpflichtet. Im Laufe der Saison 2020/21 wurden dann viele weitere Spieler entlassen und neu verpflichtet.
Nach dem russischen Überfall auf die Ukraine zog sich das Team am 27. Februar 2022 aus der KHL zurück. Seit der Saison 2022/23 gehört der Klub der Optibet hokeja līga an.

## Platzierungen in der KHL
| Saison  | Reguläre Saison            | Play-off-Runde     | Play-off-Gegner          | Gesamtergebnis     |
| ------- | -------------------------- | ------------------ | ------------------------ | ------------------ |
| 2008/09 | 10. Platz                  | Achtelfinale       | HK Dynamo Moskau         | 0:3                |
| 2009/10 | 08. Platz (West-Konferenz) | Viertelfinale      | HK MWD Balaschicha       | 1:4                |
| 2010/11 | 07. Platz (West-Konferenz) | Viertelfinale      | Lokomotive Jaroslawl     | 1:4                |
| 2011/12 | 07. Platz (West-Konferenz) | Achtelfinale       | Torpedo Nischni Nowgorod | 3:4                |
| 2012/13 | 14. Platz (West-Konferenz) | nicht qualifiziert | nicht qualifiziert       | nicht qualifiziert |
| 2013/14 | 05. Platz (West-Konferenz) | Achtelfinale       | HK Donbass Donezk        | 3:4                |
| 2014/15 | 12. Platz (West-Konferenz) | nicht qualifiziert | nicht qualifiziert       | nicht qualifiziert |
| 2015/16 | 12. Platz (West-Konferenz) | nicht qualifiziert | nicht qualifiziert       | nicht qualifiziert |
| 2016/17 | 14. Platz (West-Konferenz) | nicht qualifiziert | nicht qualifiziert       | nicht qualifiziert |

## Trainer
| Cheftrainer       | Zeitraum                           | Assistenztrainer                                  | Assistenztrainer                     | Spiele* | Sieganteil % | Sieganteil % |
| ----------------- | ---------------------------------- | ------------------------------------------------- | ------------------------------------ | ------- | ------------ | ------------ |
| Július Šupler     | 25. Juni 2008–29. März 2011        | Miroslav Miklošovič (25. Juni 2008–10. Juli 2010) | Artis Ābols                          | 136     | 44,1 %       | 45,7 %       |
| Július Šupler     | 25. Juni 2008–29. März 2011        | Viktors Ignatjevs (10. Juli 2010–2. Mai 2014)     | Artis Ābols                          | 65      | 49,2 %       | 45,7 %       |
| Pekka Rautakallio | 27. April 2011–5. November 2012    | Viktors Ignatjevs (10. Juli 2010–2. Mai 2014)     | Artis Ābols                          | 85      | 43,5 %       | 43,5 %       |
| Artis Ābols       | 5. November 2012–2015              | Viktors Ignatjevs (10. Juli 2010–2. Mai 2014)     |                                      | 28      | 32,1 %       | 32,1 %       |
| Artis Ābols       | 5. November 2012–2015              | Viktors Ignatjevs (10. Juli 2010–2. Mai 2014)     | Ģirts Ankipāns (1. Juli 2013–2015)   |         |              |              |
| Artis Ābols       | 5. November 2012–2015              | Aleksandrs Ņiživijs (18. Juli 2014–2017)          |                                      |         |              |              |
| Kari Heikkilä     | 7. Juni 2015–7. Januar 2016        | Raimo Helminen                                    |                                      |         |              |              |
| Normunds Sejejs   | 7. Januar 2016–1. Juli 2017        | Aigars Cipruss                                    | Sandis Ozoliņš                       |         |              |              |
| Sandis Ozoliņš    | 29. Mai 2017–28. Sept. 2017        | Aleksandrs Ņiživijs                               | Rodrigo Laviņš                       |         |              |              |
| Ģirts Ankipāns    | 28. Sept. 2017–3. März 2020        | Artis Ābols                                       | Edgars Masaļskis                     |         |              |              |
| Pēteris Skudra    | 20. Juli 2020–3. März 2021         | Aleksandrs Ņiživijs                               | Raimonds Vilkoits Dmitri Parchomenko |         |              |              |
| Sergei Subow      | 12. April 2021–Oktober 2021        | Aleksandrs Ņiživijs                               | Oleg Orechowski Valērijs Kuļibaba    |         |              |              |
| Valērijs Kuļibaba | 22. Oktober 2021–29. November 2021 | Aleksandrs Ņiživijs                               | Oleg Orechowski                      |         |              |              |
| Wladimir Krikunow | 29. November 2021–30. April 2022   | Aleksandrs Ņiživijs                               | Oleg Orechowski                      |         |              |              |
| Leonīds Beresņevs | seit 17. August 2022               | Mareks Jass                                       |                                      |         |              |              |

## Spieler

### Bekannte ehemalige Spieler
- Sandis Ozoliņš
- Aleksandrs Ņiživijs
- Edgars Masaļskis
- Miks Indrašis
- Marcel Hossa
- Miķelis Rēdlihs
- Lauris Dārziņš
- Gints Meija
- Kristaps Sotnieks

### Mannschaftskapitäne
| Aleksejs Širokovs | 30. Juli 2008 | – | 10. Nov. 2008 |
| Rodrigo Laviņš    | 10. Nov. 2008 | – | 27. Juli 2009 |
| Sandis Ozoliņš    | 27. Juli 2009 | – | 10. März 2012 |
| Guntis Galviņš    | 3. Sep. 2012  | – | 19. Dez. 2012 |
| Mārtiņš Karsums   | 19. Dez. 2012 | – | 20. März 2013 |
| Sandis Ozoliņš    | 21. Aug. 2013 | – | 27. Mai 2014  |
| Georgijs Pujacs   | 25. Aug. 2014 | – | 14. Nov. 2014 |
| Marcel Hossa      | 16. Nov. 2014 | – | 19. Dez. 2014 |
| Lauris Dārziņš    | 19. Dez. 2014 | – | 16. Dez. 2015 |
| Kristaps Sotnieks | 16. Dez. 2015 | – | 1. Mai 2016   |
| Gints Meija       | 1. Aug. 2016  | – | 1. Mai 2017   |
| Miks Indrašis     | 1. Aug. 2017  | – | 1. Mai 2018   |
| Lauris Dārziņš    | 1. Aug. 2018  | – | Feb. 2022     |
| Georgijs Pujacs   | seit 2022     | – |               |